# Vistahermosa, San Cristobal De Casas
Vistahermosa är en ort i Mexiko.   Den ligger i kommunen San Cristobal De Casas och delstaten Chiapas, i den sydöstra delen av landet, 800 km öster om huvudstaden Mexico City. Vistahermosa ligger 2 219 meter över havet och antalet invånare är 355.
Terrängen runt Vistahermosa är kuperad åt nordost, men åt sydväst är den bergig. Runt Vistahermosa är det tätbefolkat, med 459 invånare per kvadratkilometer. Närmaste större samhälle är San Cristóbal de las Casas, 6,6 km norr om Vistahermosa. Omgivningarna runt Vistahermosa är en mosaik av jordbruksmark och naturlig växtlighet.